# Роза (Челябінська область)
Роза (рос. Роза) — смт у Коркінському районі Челябінської області Російської Федерації.
Входить до складу муніципального утворення Розинське міське поселення. Населення становить 12 647 осіб (2017).

## Історія
Від 2005 року належить до Коркінського району Челябінської області.
Згідно із законом від 9 липня 2004 року органом місцевого самоврядування є Розинське міське поселення.

## Населення
| 1989    | 2002    | 2005    | 2006    | 2007    | 2008    | 2009    |
| ------- | ------- | ------- | ------- | ------- | ------- | ------- |
| 15 588  | ↘14 597 | ↘14 503 | ↘13 575 | ↘12 563 | ↗12 795 | ↗14 758 |
| 2010    | 2011    | 2012    | 2013    | 2014    | 2015    | 2016    |
| ↘13 099 | ↗13 166 | ↗13 546 | ↗13 698 | ↘13 567 | ↘12 766 | ↘12 621 |
| 2017    |         |         |         |         |         |         |
| ↗12 647 |         |         |         |         |         |         |